# Haywardina boliviana
Haywardina boliviana är en fjärilsart som beskrevs av Frederick DuCane Godman 1905. Haywardina boliviana ingår i släktet Haywardina och familjen praktfjärilar. Inga underarter finns listade i Catalogue of Life.